# 鞭蝽次目
鞭蝽次目（学名：Dipsocoromorpha）是昆虫纲半翅目异翅亚目中的一个下目（次目），包含栉蝽科（Ceratocombidae）、鞭蝽科（Dipsocoridae）、络蝽科（Hypsipterygidae）、毛角蝽科（Schizopteridae）和新蝽科（Stemmocryptidae）5科。